# Classic Haribo 2003
La Classic Haribo 2003, decima edizione della corsa, si disputò il 23 febbraio 2003 su un percorso di 197 km tra Uzès e Marsiglia. Fu vinta dall'estone Jaan Kirsipuu, che terminò in 4h55'26". La gara era classificata di categoria 1.3 nel calendario dell'UCI.

## Ordine d'arrivo (Top 10)
| Pos. | Corridore          | Squadra         | Tempo    |
| ---- | ------------------ | --------------- | -------- |
| 1    | Jaan Kirsipuu      | AG2R Prév.      | 4h55'26" |
| 2    | Lars Michaelsen    | Team CSC        | s.t.     |
| 3    | Max van Heeswijk   | US Postal Serv. | s.t.     |
| 4    | Jean-Patrick Nazon | Jean Delatour   | s.t.     |
| 5    | Damien Nazon       | Brioches La B.  | s.t.     |
| 6    | Bobbie Traksel     | Rabobank        | s.t.     |
| 7    | Fabio Sacchi       | Saeco           | s.t.     |
| 8    | Sébastien Hinault  | Crédit Agricole | s.t.     |
| 9    | Robert Förster     | Gerolsteiner    | s.t.     |
| 10   | Björn Leukemans    | Palmans         | s.t.     |